# Krasny (Adygeja, Koschechablski)
Krasny (russisch Красный) ist ein Dorf (chutor) in Südrussland. Es gehört zur Republik Adygeja und hat 219 Einwohner (Stand 2019). Im Ort gibt es 2 Straßen.